# Mistshenkoella
Mistshenkoella is een geslacht van rechtvleugeligen uit de familie Pamphagidae. De wetenschappelijke naam van dit geslacht is voor het eerst geldig gepubliceerd in 1969 door Cejchan.

## Soorten
Het geslacht Mistshenkoella  is monotypisch en omvat slechts de volgende soort:
- Mistshenkoella marani (Cejchan, 1969)